# Back Street Girls: Gokudols
Back Street Girls : Gokudols (ゴクドルズ, Back Street Girls: Gokudoruzu) est un film japonais sorti en 2019.

## Synopsis
Trois gangsters masculins sont forcés par leur patron à devenir un trio de chanteuses pop.

## Fiche technique
- Réalisation : Keinosuke Hara[2]
- Scénariste : Hidehiro Itô, Shôichirô Masumoto[2]
- Production : Excellent Films[3]
- Durée : 87 min[3]

## Distribution
- Nana Asakawa : Reika Yamashiro
- Masato Hanazawa : Kazuhiko Sugihara
- Nana Inoue : Sakurai
- Kôichi Iwaki : Kimanjiro Inugane
- Reiya Masaki : Ryo Tachibana
- Ruka Matsuda : Mari Tachibana
- Natsumi Okamoto : Aily Yamamoto
- Hitoshi Ozawa : Oguroda
- Akane Sakanoue : Chika Sugihara
- Dôri Sakurada : Seiji Koizumi
- Jin Shirasu : Kentaro Yamamoto
- Tetsuya Sugaya : Kimura
- Ren Ôsugi : Izakaya Owner

imdb.com